# Géologie du Caucase
 (septembre 2019).
Si vous disposez d'ouvrages ou d'articles de référence ou si vous connaissez des sites web de qualité traitant du thème abordé ici, merci de compléter l'article en donnant les références utiles à sa vérifiabilité et en les liant à la section « Notes et références ».

Carte géologique du Caucase.

Le Caucase fait partie de la ceinture alpine et se présente comme deux chaînes de montagne parallèles, le Grand Caucase et le Petit Caucase, issues du même processus orogénique. On découpe traditionnellement le Caucase en quatre zones principales de relief :
- une zone de piémont au nord, appelé Précaucasie, composée de plateaux et de plaines ;
- les montagnes du Grand Caucase principalement composées de roches allant du précambrien jusqu'au Crétacé ;
- une zone de dépression appelée dépression transcaucasienne, qui correspond à la plaine centrale occupant la Géorgie, l'Azerbaïdjan ainsi que le nord de l'Arménie ;
- les montagnes du Petit Caucase, qui incluent le Haut-plateau arménien[réf. nécessaire], formées principalement de roches datant du Paléogène ainsi que minoritairement de roches jurassiques et crétacées.

Des formations volcaniques sont réparties tout le long de la chaîne.

## Formation
La formation du Caucase a commencé à partir de la fin du Trias au Jurassique au cours de l'orogenèse cimmérienne au bord actif de l'océan Téthys, tandis que le soulèvement du Grand Caucase date du Miocène au cours de l'orogenèse alpine.
Les montagnes du Caucase se sont formées à la suite d’une collision de plaques tectoniques impliquant la plaque arabique, la plaque iranienne et la plaque eurasienne :
1. dans un premier temps, la plaque arabique, issue de la plaque africaine, remonte vers le nord et ferme l'océan Néo-Téthys qui la sépare de la plaque iranienne ;
2. dans un deuxième temps, une fois la Téthys fermée, la plaque arabique entrée en collision avec la plaque iranienne, la compressant et la poussant vers le nord, le tout accompagné d'un mouvement de rotation de la plaque iranienne dans le sens des aiguilles d'une montre ;
3. finalement, la plaque iranienne se retrouve pressée contre la plaque eurasienne. À ce moment-là, des strates entières déposées du Jurassique au Miocène dans un bassin marin, sont pliées puis remontées pour former les montagnes du Caucase. Cette collision a également provoqué le soulèvement et le volcanisme datant du Cénozoïque dans le petit Caucase.

La collision continue et toute la région est régulièrement soumise à une activité sismique. Alors que les montagnes du Grand Caucase ont une structure sédimentaire principalement plissée, les montagnes du Petit Caucase sont en grande partie d'origine volcanique.
Le plateau volcanique de Javakheti en Géorgie et les chaînes volcaniques environnantes, qui s'étendent jusqu'au centre de l'Arménie, comptent parmi les plus jeunes de la région. Ainsi, le Caucase a été le théâtre d’une intense activité volcanique récente : les hauts-fonds arméniens ont été inondés de basaltes et d’andésites alcalino-calcaires pendant le Pliocène, et les plus hauts sommets du Caucase, l’Elbrouz et le Kazbek, sont des volcans formés au Pliocène-Pléistocène. Le Kazbek n’est plus actif, mais l’Elbrouz est encore entré en éruption à l’époque postglaciaire et une activité de type fumerolle est encore présente près de son sommet. L'activité sismique contemporaine est une caractéristique prédominante dans la région, reflétant les failles actives et le raccourcissement de la croûte terrestre. Des groupes de sismicité existent au Daguestan et dans le nord de l'Arménie. De nombreux séismes dévastateurs ont été documentés à des époques historiques, notamment le séisme de Spitak en décembre 1988, qui a détruit la région de Gyumri-Vanadzor en Arménie.